# Decreto salva-calcio
Il decreto legge 24 dicembre 2002 n. 282 ("Decreto Legge Fiscale: scudo fiscale al 2,5%, dismissione immobili e partite IVA"), meglio noto come Decreto salva-calcio, Decreto spalmadebiti per le agevolazioni fiscali alle società calcistiche in esso contenute, è un decreto-legge della Repubblica Italiana emanato dal Governo Berlusconi II, poi convertito in legge dal parlamento con la legge 21 febbraio 2003 n. 27.

## Contesto storico
Nel 2002 il mondo del calcio professionistico italiano soffriva di gravi problemi di indebitamento, dovuti in parte al ricorso a furbizie contabili di dubbia legalità, che portò a molte società sull'orlo del fallimento in ragione a un eccessivo debito. Inter (-319 milioni di euro), Milan (-242 milioni), Roma (-234 milioni) e Lazio (-215 milioni) furono allora i club più indebitati; mentre la Fiorentina fallì dopo essere stata dichiarata insolvente in quell'anno.
In particolare, il Tribunale amministrativo Lazio aveva nominato un commissario ad acta per riformulare le giornate di campionato. Questa scelta viene criticata poiché la si interpreta come un'ingerenza nell'ordinamento sportivo.

## Contenuto
Il decreto salva-calcio definisce all'art.1 l'autonomia dell'ordinamento sportivo, salvi i casi in cui vengano toccati diritti ed interessi rilevanti per l'ordinamento statale.
Il decreto salva-calcio prende nome dalle agevolazioni contabili per le società sportive, di cui all'Art. 3; tra queste, la possibilità di "spalmare" in dieci anni la voce patrimonio giocatori. Un'ulteriore agevolazione, la possibilità di dedurre fiscalmente la svalutazione del cartellino del giocatore, fu in seguito rimossa su indicazione dell'allora commissario europeo per la concorrenza, Mario Monti.
Tra le altre disposizioni contenute nel decreto, si abbassa l'aliquota per il rientro di capitali dall'estero (scudo fiscale) al 2,5%, e si prevede la dimissione (vendita) di alcuni beni immobili di proprietà dello Stato italiano. Si avvalsero del decreto tutte le società professionistiche tranne la Juventus in Serie A e la Sampdoria, in Serie B.

## Critiche
Roberto Maroni della Lega Nord, all'epoca ministro del lavoro e delle politiche sociali, definì il decreto "un regalo alle squadre di calcio".
Il ministro delle politiche comunitarie, Rocco Buttiglione, commentò che «non è un decreto che ha finalità di aiuti di Stato, perché non esiste un trasferimento diretto di risorse dal bilancio dello Stato al bilancio delle società sportive». Il ministro per i rapporti con il Parlamento, Carlo Giovanardi, rispondendo ad un'interrogazione in parlamento, disse che ci sarebbero "vantaggi fiscali" per lo stato, argomentazione basata però sul presupposto che senza questo decreto alcune società calcistiche sarebbero inevitabilmente andate in fallimento, con conseguente perdita di introiti per lo Stato.
Ai due ministri fece eco Adriano Galliani, allora presidente della Lega Calcio oltreché amministratore delegato del Milan, club che poté risparmiare il suo debito di 242 milioni di euro in seguito al decreto. Le sue dichiarazioni in favore dell'iniziativa del governo furono in seguito contestate dalla tifoseria organizzata di diverse squadre, con striscioni rivendicando il denaro dell'italiano medio. Infine, il giurista italiano Victor Uckmar definì il decreto legge un «falso in bilancio legalizzato».